# Wolfgang Behrendt
Wolfgang Behrendt (n. 14 iunie 1936, Berlin, Germania Nazistă) este un boxer german, medaliat olimpic. A participat la o ediție a Jocurilor Olimpice (1956) în care a câștigat o medalie de aur.

## Participări
Lista de mai jos prezintă principalele competiții la care a participat Wolfgang Behrendt de-a lungul carierei.
- boxing at the 1956 Summer Olympics – bantamweight[*]